# Феопомп (цар Спарти)
Феопомп (дав.-гр. Θεόπομπος) — цар Спарти, що панував за різними відомостями в 789—731 або 760—720-х роках до н. е. (найменш достовірними є дати 720-ті— 675 до н. е.)

## Життєпис
Походив з династії Еврипонтидів. Син царя Нікандра. Наймовірніше, посів трон приблизно в 760—750-х роках до н. е. Більшу частину панував разом з Полідором з династії Агіадів.
Сприяв посиленню влади царів та герусії, впровадивши доповнення до Великої ретри (спартанського законодавства), відповідно до якого, якщо цар і герусія вважаються рішення апели (народніх зборів) невірним або шкідливим, то вони мають право не затверджувати його і розпустити збори. Втім подальша боротьба зборів проти засилля аристократії спонукало Феопомпа і Полідора погодитися на впровадження (або розширення та зміцнення) ефорату, наданню йому контрольних повноважень над герусією.
У зовнішній політиці спонукав Спарту до активно розширення території та встановлення гегемонії на Пелопоннеському півострові. Спочатку почав війну проти Тегеї, де зазнав поразки й потрапив у полон. Але його дружина Хелоніда, проникнувши до в'язниці, обмінялася з ним одягом, що дозволило Феопомпу втекти. За цим він викрав жрицю Артеміди в Фенеї, яку обміняв на дружину. Згодом успішно воював проти Тегеї.
За правління Феопомпа почалося протистояння з Аргос за с Фіреатидську рівнину. Втім ключовою подією стала Перша Мессенська війна, що почалася 743 року до н. е. У 739 році до н. е. Феопомп звитяжив у «битві біля яра», де жодна зі сторін не здобула перемоги. 731 року очолив нову військову кампанію проти Мессенії, що була вдалою. Втім в битві за гору Ітому у був поранений царем Арістодемом. Спартанський поет Тіртей уславив Феопомпа як підкорювача мессенців.
Згідно з Павсанієм Феопомп помер біля завершення війни (тобто десь наприкінці 720-х років до н. е.). Оскільки старший син Архідам помер ще за життя Феопомпа, то владу спадкував молодший син Анаксандрид I.